# 贝果鄂尔勒克
贝果鄂尔勒克（?—?），卫拉特蒙古土爾扈特部在16世紀時的首领。
贝果鄂尔勒克是卡尔梅克汗国创始人和鄂尔勒克的祖父。他的父親是玛哈齐蒙克，祖父是巴雅尔，曾祖父是苏赉，高祖父是奇旺，祖先可追溯到贤义王太平（阿木古郎）。
贝果鄂尔勒克有七个儿子，长子珠勒札斡鄂尔勒克；次子卫衮察布察齐，后代舍棱（六世孙）、沙喇扣肯（七世孙）牧区设立新土尔扈特二旗；三子保兰阿噶勒琥，曾孙索诺木喇布坦多尔济雍正三年受青海蒙古土爾扈特南中旗扎萨克一等台吉；第四子古剌；第五子莽海，曾孙色特尔布木被雍正帝封为青海蒙古土爾扈特西旗扎萨克一等台吉；六子乌鲁臣齐；七子布利浑。
| 前任： 玛哈齐蒙克 | 土尔扈特首领 16世纪後期 | 繼任： 珠勒札斡鄂尔勒克 |